# Nothoravenelia commiphorae
Nothoravenelia commiphorae är en svampart som beskrevs av Cummins 1952. Nothoravenelia commiphorae ingår i släktet Nothoravenelia och familjen Phakopsoraceae.   Inga underarter finns listade i Catalogue of Life.